# 王嵩 (成化進士)
王嵩（1441年—？），字邦鎮，河南承宣布政使司衛輝府汲縣人，明朝政治人物、進士出身。
成化十一年，登進士，授太湖縣知縣，改青城縣知縣，升任監察御史。累升任右副都御史、延綏巡撫，因不行賄劉瑾，被誣陷下獄。劉瑾被殺后，恢復官職，八十四歲去世。
曾祖父王得。祖父王郁。父亲王信，曾任通判。